# Arichanna luciguttata
Arichanna luciguttata là một loài bướm đêm trong họ Geometridae.